# Slup (typ ożaglowania)

Schemat bermudzkiego ożaglowania slupa

Slup – typ ożaglowania żaglowej jednostki pływającej, która ma jeden maszt – grotmaszt. Podstawowe ożaglowanie slupa to grot oraz podnoszony na sztagu fok.
Jest to najczęściej spotykany w Europie typ jachtu żaglowego stosowany w celach rekreacyjnych i szkoleniowych. Do tego typu jachtów należy Omega, czy też jachty kabinowe, np. typu Bez, Sportina, Twister, Maxus. Slup może nosić ożaglowanie innego typu niż bermudzkie.